# Wladyslaw Druschtschenko
Wladyslaw Heorhijowytsch Druschtschenko (ukrainisch Владислав Георгійович Дружченко; * 16. Januar 1973 in Dnipropetrowsk), international bekannt als Vladislav Druzchenko, ist ein ukrainischer Badmintonspieler, der in der Sowjetunion seine Badmintonkarriere startete.

## Karriere
1991 machte er international das erste Mal auf sich aufmerksam, als er bei der Europameisterschaft der Junioren, noch für die UdSSR startend, Bronze im Einzel und Silber im Doppel gewann. Ab dem Folgejahr gewann Druzchenko bis 2006 alle Einzeltitel bei den nationalen Meisterschaften.
1996, 2000 und 2008 nahm Druzchenko an den Olympischen Spielen teil, wobei er im Mixed und im Herreneinzel 1996 und 2000 jeweils 17. wurde. 2008 reichte es im Einzel nur zu Rang 33.

## Sportliche Erfolge
| Saison    | Veranstaltung                                      | Disziplin    | Platz | Sieger |
| --------- | -------------------------------------------------- | ------------ | ----- | --- |
| 1991      | Europameisterschaft der Junioren                   | Herreneinzel | 3     | Vladislav Druzchenko |
| 1991      | Europameisterschaft der Junioren                   | Herrendoppel | 2     | Vladislav Druzchenko / Valeriy Strelcov |
| 1991      | Tschechoslowakische Internationale Meisterschaften | Mixed        | 1     | Vladislav Druzchenko / Marina Yakusheva |
| 1992      | Ukraine: Einzelmeisterschaften                     | Mixed        | 1     | Vladislav Druzchenko / Viktoria Evtushenko |
| 1992      | Ukraine: Einzelmeisterschaften                     | Herreneinzel | 1     | Vladislav Druzchenko |
| 1992      | Ukraine: Einzelmeisterschaften                     | Herrendoppel | 1     | Vladislav Druzchenko / Valeriy Strelcov |
| 1993      | Slowenien: Internationale Meisterschaften          | Herrendoppel | 1     | Vladislav Druzchenko / Valeriy Strelcov |
| 1993      | Ukraine: Einzelmeisterschaften                     | Herrendoppel | 1     | Vladislav Druzchenko / Valeriy Strelcov |
| 1993      | Czech International                                | Herreneinzel | 3     | Vladislav Druzchenko |
| 1993      | Romanian International                             | Herrendoppel | 1     | Vladislav Druzchenko / Valeri Strelcov |
| 1993      | Ukraine: Einzelmeisterschaften                     | Herreneinzel | 1     | Vladislav Druzchenko |
| 1994      | Slowakei: Internationale Meisterschaften           | Mixed        | 1     | Vladislav Druzchenko / Viktoria Evtushenko |
| 1994      | Slowakei: Internationale Meisterschaften           | Herreneinzel | 1     | Vladislav Druzchenko |
| 1994      | Bulgarien: Internationale Meisterschaften          | Mixed        | 1     | Vladislav Druzchenko / Viktoria Evtushenko |
| 1995      | Slowakei: Internationale Meisterschaften           | Herreneinzel | 1     | Vladislav Druzchenko |
| 1995      | Slowakei: Internationale Meisterschaften           | Mixed        | 1     | Vladislav Druzchenko / Viktoria Evtushenko |
| 1995      | Bulgarien: Internationale Meisterschaften          | Mixed        | 1     | Vladislav Druzchenko / Viktoria Evtushenko |
| 1996      | Österreich: Internationale Meisterschaften         | Mixed        | 1     | Vladislav Druzchenko / Viktoria Evtushenko |
| 1996      | Ukraine: Einzelmeisterschaften                     | Mixed        | 1     | Vladislav Druzchenko / Viktoria Evtushenko |
| 1996      | Ukraine: Einzelmeisterschaften                     | Herreneinzel | 1     | Vladislav Druzchenko |
| 1997      | Ukraine: Einzelmeisterschaften                     | Herreneinzel | 1     | Vladislav Druzchenko |
| 1997      | Ukraine: Einzelmeisterschaften                     | Mixed        | 1     | Vladislav Druzchenko / Viktoria Evtushenko |
| 1998      | Ukraine: Einzelmeisterschaften                     | Herreneinzel | 1     | Vladislav Druzchenko |
| 1999      | Ukraine: Einzelmeisterschaften                     | Herreneinzel | 1     | Vladislav Druzchenko |
| 1999      | Ukraine: Einzelmeisterschaften                     | Mixed        | 1     | Vladislav Druzchenko / Viktoria Evtushenko |
| 1999/2000 | Deutschland: Internationale Meisterschaften        | Herreneinzel | 1     | Vladislav Druzchenko |
| 2000      | Polnische Internationale Meisterschaften           | Herreneinzel | 1     | Vladislav Druzchenko |
| 2000      | Ukraine: Einzelmeisterschaften                     | Mixed        | 1     | Vladislav Druzchenko / Viktoria Evtushenko |
| 2000      | Polnische Internationale Meisterschaften           | Mixed        | 2     | Vladislav Druzchenko / Viktoria Evtushenko |
| 2000      | Russland: Internationale Meisterschaften           | Herreneinzel | 1     | Vladislav Druzchenko |
| 2000      | Dutch International                                | Herreneinzel | 1     | Vladislav Druzchenko |
| 2000      | Ukraine: Einzelmeisterschaften                     | Herreneinzel | 1     | Vladislav Druzchenko |
| 2001      | Ukraine: Einzelmeisterschaften                     | Herrendoppel | 1     | Vladislav Druzchenko / Konstantin Tatranov |
| 2001      | Ukraine: Einzelmeisterschaften                     | Herreneinzel | 1     | Vladislav Druzchenko |
| 2001      | Ukraine: Einzelmeisterschaften                     | Mixed        | 1     | Vladislav Druzchenko / Elena Nozdran |
| 2002      | Ukraine: Einzelmeisterschaften                     | Mixed        | 1     | Vladislav Druzchenko / Elena Nozdran |
| 2002      | Ukraine: Einzelmeisterschaften                     | Herrendoppel | 1     | Vladislav Druzchenko / Valeriy Strelcov |
| 2002      | Ukraine: Einzelmeisterschaften                     | Herreneinzel | 1     | Vladislav Druzchenko |
| 2003      | Ukraine: Einzelmeisterschaften                     | Mixed        | 1     | Vladislav Druzchenko / Elena Nozdran |
| 2003      | Ukraine: Einzelmeisterschaften                     | Herrendoppel | 1     | Vladislav Druzchenko / Micailo Mizin |
| 2003      | Ukraine: Einzelmeisterschaften                     | Herreneinzel | 1     | Vladislav Druzchenko |
| 2004      | Ukraine: Einzelmeisterschaften                     | Mixed        | 1     | Vladislav Druzchenko / Elena Nozdran |
| 2004      | Ukraine: Einzelmeisterschaften                     | Herreneinzel | 1     | Vladislav Druzchenko |
| 2004      | Polnische Internationale Meisterschaften           | Mixed        | 1     | Vladislav Druzchenko / Elena Nozdran |
| 2005      | Ukraine: Einzelmeisterschaften                     | Herrendoppel | 1     | Vladislav Druzchenko / Mizin Micailo |
| 2005      | Ukraine: Einzelmeisterschaften                     | Herreneinzel | 1     | Vladislav Druzchenko |
| 2005      | Ukraine: Einzelmeisterschaften                     | Mixed        | 1     | Vladislav Druzchenko / Elena Nozdran |
| 2005      | Bitburger Open                                     | Mixed        | 1     | Vladislav Druzchenko / Johanna Persson |
| 2006      | Ukraine: Einzelmeisterschaften                     | Mixed        | 1     | Vladislav Druzchenko / Elena Nozdran |
| 2006      | Ukraine: Einzelmeisterschaften                     | Herrendoppel | 1     | Vladislav Druzchenko / Mizin Micailo |
| 2006      | Ukraine: Einzelmeisterschaften                     | Herreneinzel | 1     | Vladislav Druzchenko |
| 2007      | Polnische Internationale Meisterschaften           | Herreneinzel | 1     | Vladislav Druzchenko |
| 2007      | Ukraine: Einzelmeisterschaften                     | Mixed        | 1     | Vladislav Druzchenko / Elena Nozdran |
| 2007/2008 | Deutsche Mannschaftsmeisterschaft                  | Mannschaft   | 1     | 1. BC Bischmisheim (Jochen Cassel, Vladislav Druzchenko, Michael Fuchs, Kristof Hopp, Kęstutis Navickas, Marcel Reuter, Roman Spitko, Thomas Tesche, Xu Huaiwen, Johanna Persson) |
| 2009      | Kharkiv International                              | Herreneinzel | 2     | Vladislav Druzchenko |
| 2010      | Ukraine: Einzelmeisterschaften                     | Herrendoppel | 1     | Vladislav Druzchenko / Valeriy Atrashchenkov |
| 2011      | Ukraine: Einzelmeisterschaften                     | Herrendoppel | 1     | Vladislav Druzchenko / Valeriy Atrashchenkov |
| 2012      | Ukraine: Einzelmeisterschaften                     | Herrendoppel | 1     | Vladislav Druzchenko / Valeriy Atrashchenkov |
| 2012      | Ukraine: Einzelmeisterschaften                     | Mixed        | 1     | Vladislav Druzchenko / Natalya Voytsekh |